# Musikantskrån
Musikantskrån under medeltiden bildades på 1300- och 1400-talet i städerna bland bofasta pipare, fiddlare, tornblåsare och så vidare, och dessa gillen fick uteslutande privilegium på att inom området utföra musik mot betalning, dels offentligen, dels vid bröllop, begravningar och så vidare. De stod under ledning av en stadsmusikus (tyska pfeiferkönig, engelska marshal, franska roi des ménétriers) och åtnjöt medborgerliga rättigheter, i motsats till de kringvandrande lekarna (tyska fahrende leute).

## Källa
1. ↑  Musikantskrån i Nordisk familjebok (andra upplagan, 1913)